# Saint-Étienne-au-Mont
Saint-Étienne-au-Mont är en kommun i departementet Pas-de-Calais i regionen Hauts-de-France i norra Frankrike. Kommunen ligger i kantonen Samer som tillhör arrondissementet Boulogne-sur-Mer. År 2022 hade Saint-Étienne-au-Mont 5 051 invånare.

## Befolkningsutveckling
Antalet invånare i kommunen Saint-Étienne-au-Mont
| Referens: INSEE |